# شاخص توسعه انسانی در ایران
ایران از سال ۱۹۹۰ تا سال ۲۰۱۲ بعد از کره جنوبی دومین سرعت رشد شاخص توسعه انسانی در دنیا را داشته استایران ازلحاظ شاخص توسعهٔ انسانی در سال ۲۰۱۸ میلادی در رتبهٔ ۶۰ از بین ۱۸۸ کشور جهان، بالاتر از کشورهای برزیل مکزیک سریلانکا ونزوئلا، و پس از کشورهای بوسنی و هرزگوین، قزاقستان، آذربایجان قرار گرفته است. همچنین در رتبه‌بندی منطقه‌ای رتبهٔ هشتم خاورمیانه به ترتیب پس از اسرائیل، امارات متحده عربی، قبرس، قطر، بحرین، کویت و عربستان قرار داشته است. شاخص توسعه انسانی ایران در سال ۲۰۲۱ برای چهارمین سال پشت سر هم کاهش پیدا کرده و به اندازه سال ۲۰۱۴ رسیده است. این شاخص در سال ۲۰۲۱ به ۰٫۷۷۴ رسید. در سال ۲۰۱۷ این آمار به اوج خود یعنی ۰٫۷۸۹ رسید ولی پس از آن افت کرد.

## نرخ سواد
آموزش پایه در ایران برطبق قانون اساسی اجباری است. نرخ سواد در ایران ۸۶٫۸ درصد است. ایران ازنظر نرخ سواد در رتبهٔ۸۹ جهان قرار دارد.

## امید به زندگی
امید به زندگی در لحظهٔ تولد در ایران ۷۵٫۵سال است که از این لحاظ در رتبهٔ ۶۲ جهان قراردارد. کشور ژاپن با امید به زندگی۸۳٫۷ سال در رتبهٔ اول جهان قرار دارد.

## درآمد سرانه
درآمد سرانه هر ایرانی از لحاظ «قدرت خرید» بر اساس‌معلم برابر ۱۲ دلار است. ایران با این سرانه در رتبه‌های آخر جهان قرار می‌گیرد. این در حالی است که تولید ناخالص داخلی ایران در رتبه ۶۶ جهانی جای دارد.

## شاخص توسعه انسانی ایران در سال ۲۰۱۳
ایران در شاخص توسعهٔ انسانی در سال ۲۰۱۵ نمرهٔ ۸۷/۷۷۴ و رتبهٔ ۶۹ را به‌دست آورده است. در سال ۲۰۱۳ نمرهٔ ۸۷/۷۴۹ و در سال ۲۰۱۲ نیز نمرهٔ ایران در این شاخص ۸۷/۷۴۹ اعلام شده بود. بااین‌حال، ایران در رتبه‌بندی جهانی ازنظر توسعهٔ انسانی نزول ۲پله‌ای داشته است. رتبهٔ ایران ازنظر میزان توسعهٔ انسانی درمیان ۱۸۷ کشور جهان در سال ۲۰۱۳، ۷۵ اعلام شده است. این درحالی است که ایران در سال ۲۰۱۲ رتبهٔ ۷۳ را از این نظر به خود اختصاص داده‌بود.

### شاخص توسعه انسانی در سال‌های اخیر
شاخص توسعه انسانی ایران در سال‌های اخیر با نوساناتی روبرو بوده است. بر اساس آخرین گزارش برنامه توسعه سازمان ملل متحد (UNDP) در سال ۲۰۲۱، شاخص توسعه انسانی ایران برای چهارمین سال متوالی کاهش یافته و به سطح سال ۲۰۱۴ رسیده است. این شاخص در سال ۲۰۲۱ به ۰٫۷۷۴ رسید، در حالی که در سال ۲۰۱۷ به اوج خود یعنی ۰٫۷۸۹ رسیده بود. این کاهش نشان می‌دهد که ایران در سال‌های اخیر در زمینه توسعه انسانی با چالش‌هایی مواجه بوده است.

### رتبه ایران در شاخص توسعه انسانی
ایران در سال ۲۰۱۸ میلادی در رتبه ۶۰ از بین ۱۸۸ کشور جهان قرار داشت. اما با توجه به کاهش شاخص توسعه انسانی در سال‌های اخیر، احتمالا رتبه ایران نیز در گزارش‌های بعدی با تغییراتی روبرو خواهد بود. برای اطلاع از آخرین رتبه ایران در شاخص توسعه انسانی، می‌توانید به گزارش‌های جدید منتشر شده توسط برنامه توسعه سازمان ملل متحد مراجعه کنید.

### عوامل مؤثر بر شاخص توسعه انسانی
عوامل مختلفی می‌توانند بر شاخص توسعه انسانی یک کشور تأثیر بگذارند. در مورد ایران، برخی از عوامل احتمالی که در کاهش شاخص توسعه انسانی در سال‌های اخیر مؤثر بوده‌اند عبارتند از:
- مشکلات اقتصادی: تحریم‌های اقتصادی و نوسانات بازار ارز می‌توانند بر سطح درآمد سرانه و دسترسی مردم به خدمات آموزشی و بهداشتی تأثیر منفی داشته باشند.
- چالش‌های اجتماعی: برخی از چالش‌های اجتماعی مانند نابرابری، بیکاری و مسائل مربوط به حقوق زنان نیز می‌توانند بر شاخص توسعه انسانی تأثیرگذار باشند.
- همه‌گیری کرونا: همه‌گیری بیماری کووید-۱۹ نیز مانند سایر کشورها، بر وضعیت بهداشتی و اقتصادی ایران تأثیر منفی گذاشته و می‌تواند یکی از عوامل کاهش شاخص توسعه انسانی در سال‌های اخیر باشد.[۱۴]

### تلاش‌ها برای بهبود شاخص توسعه انسانی
با وجود چالش‌های موجود، دولت ایران همواره بر بهبود شاخص توسعه انسانی تأکید داشته است. برنامه‌های مختلفی در زمینه آموزش، بهداشت، اشتغال و حمایت اجتماعی در حال اجرا هستند که هدف آنها ارتقاء سطح زندگی مردم و بهبود شاخص‌های توسعه انسانی است.